# 托維 (伊利諾伊州)
托維（英語：Tovey）是位於美國伊利諾伊州克里斯蒂安縣的一個村落。

## 地理
托維的座標為39°35′19″N 89°26′58″W / 39.58861°N 89.44944°W，而該地最高點為海拔高度183米（即601英尺）。

## 人口
根據2010年美國人口普查的數據，托維的面積為0.58平方千米，當中陸地面積為0.58平方千米，而水域面積為0.00平方千米。當地共有人口512人，而人口密度為每平方千米882人。